# Garnisonmuseum Ludwigsburg

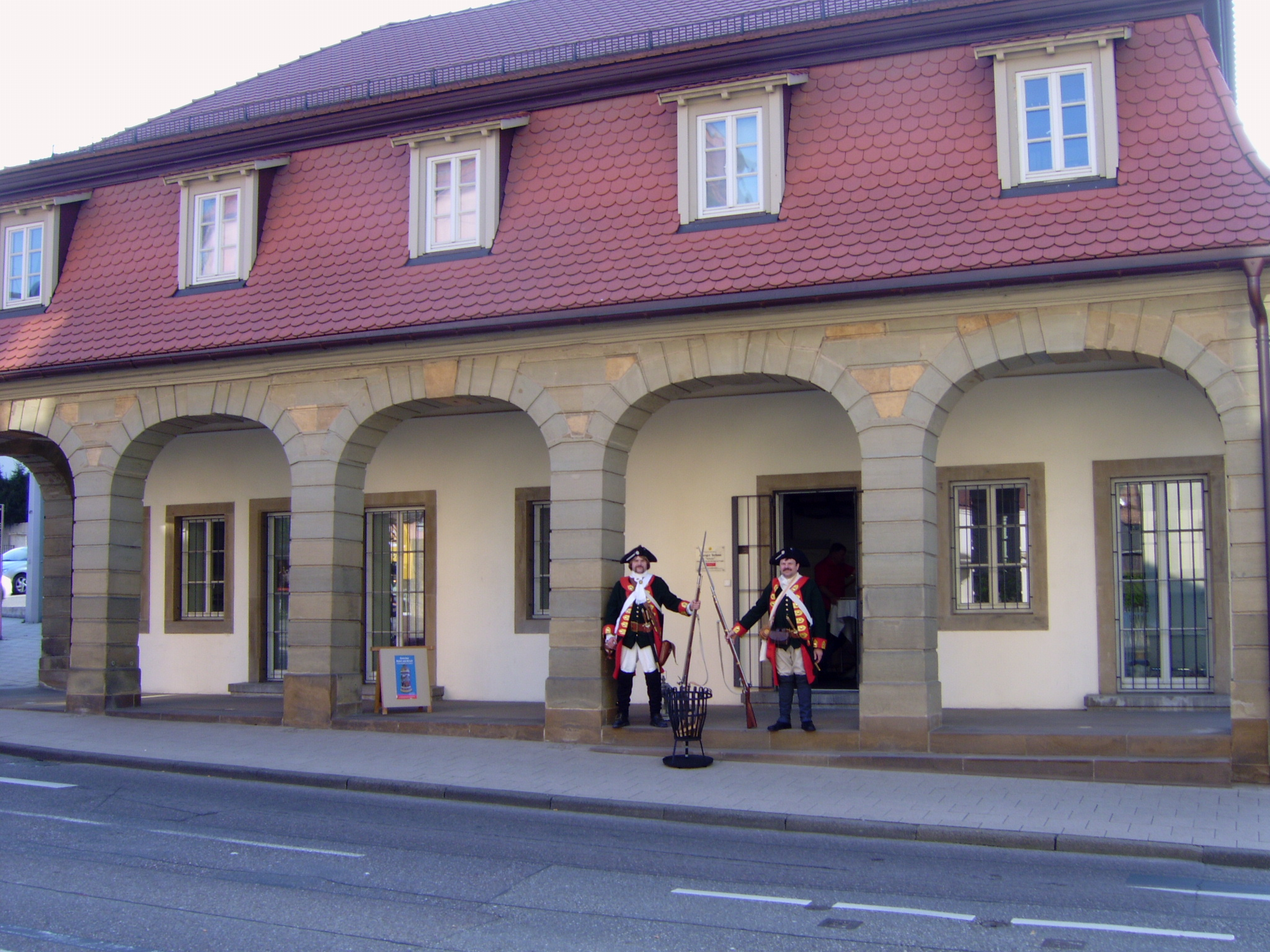
Asperger Torhaus in Ludwigsburg

Das Garnisonmuseum Ludwigsburg wurde 2004 im Asperger Torhaus, einem der historischen Torhäuser der Stadt Ludwigsburg, eingerichtet. Es wird getragen von der Militärgeschichtlichen Gesellschaft Ludwigsburg e. V.

## Historische Nutzung des Torhauses

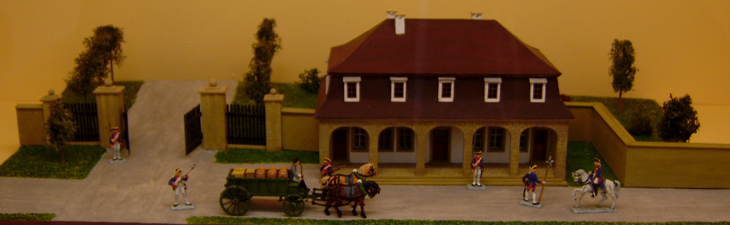
Modell des Asperger Torhauses in seiner alten Funktion

Die Stadtmauer um Ludwigsburg wurde nicht als Befestigung gebaut, sondern sollte Desertionen von Soldaten verhindern. Die Torhäuser wurde nach den Plänen des Architekten Johann Adam Groß der Jüngere von 1758 bis 1761 als Wachlokal der militärischen Torwache und Wohnhaus des städtischen Torschreibers (Torwarts), der den Verkehr überwachte und staatliche Zölle sowie bis 1912 städtische Abgaben erhob, errichtet.

## Museum
Eine am 5. Oktober 2007 neu eröffnete Dauerausstellung in vier Räumen zeigt die Geschichte der Garnison Ludwigsburg, des „Schwäbischen Potsdam“, von 1736 bis 1994. In einem weiteren Raum werden in wechselnden Sonderausstellungen spezielle Themen dargestellt.
Die Geschichte der Stadt Ludwigsburg ist seit ihrer Gründung bis zum Ende der Monarchie eng mit der Entwicklung der Württembergischen Armee verbunden. Auch nach 1918 spielte das Militär eine bedeutende Rolle in der Stadt. In der Ausstellung wird die Baugeschichte Ludwigsburgs mit seinen Torhäusern, der Stadtmauer des 18. Jahrhunderts, den Plätzen und Backsteinbauten beleuchtet. Die bedeutende militärische Vergangenheit des „schwäbischen Potsdam“ wird unter dem Titel „Soldaten – Regimenter – Kasernen“ in einer vielfältigen Präsentation nachgezeichnet, darunter die Stationen der Entwicklung hin zum stehenden Heer im 18. Jahrhundert, die napoleonische Epoche, die vielen Wandlungen während des 19. und 20. Jahrhunderts bis zum endgültigen Ende der Garnison im Jahr 1994.

## Sonderausstellungen

### Aktuell
keine

### Frühere
- 27. Mai 2018 bis 28. Februar 2019 „Auflösung und Neubeginn – Die Garnison Ludwigsburg in der Zeit der Weimarer Republik 1918–1933“
- 17. Mai 2017 bis 26. Februar 2018 „Bewahrung durch Wandel – 300 Jahre Ludwigsburger Kasernen“
- 1. Mai 2016 bis 21. Januar 2017 „Alt-Württemberg – Auf Spurensuche in Gesellschaft und Militär“
- 24. Mai 2015 bis 31. Januar 2016 „Gerüstet für den Krieg – Vorbereitet auf den Frieden“
- 12. Juli bis 13. September 2015: „Attentat auf Hitler – Stauffenberg und mehr“
- 18. Mai 2014 bis 29. März 2015: „Alltag zwischen Front und Heimat – Die Garnison Ludwigsburg im Ersten Weltkrieg“
- 22. September 2013 bis 22. Januar 2014: „Vom Ehrenzeichen zum Symbol – Das Eiserne Kreuz und seine 200jährige Geschichte“
- 1. April 2012 bis 25. Januar 2013: „O, namenloses Elend – Die Württemberger und der Feldzug Napoleons 1812“
- 23. März 2011 bis 25. Januar 2012: „Kommissbrot und Kochgeschirr – Manöver und Kaiserparaden um Ludwigsburg“
- 10. November 2010 bis 26. Januar 2011: „Vor 140 Jahren – Württemberger vor Paris und der Ludwigsburger Maler Otto von Faber du Faur“
- 21. März bis 19. Dezember 2010: „Unter dem Takt- und Tambourstock – Militärmusik in Württemberg im Wandel der Zeit“
- Während des Pferdemarkts 2009 in Ludwigsburg zeigte das Museum vom 11. bis 23. Mai in der WilhelmGalerie, der ehemaligen Wilhelmskaserne des Ulanen-Regiments „König Wilhelm I.“ (2.Württ.) Nr. 20, eine kleine Ausstellung zum Thema Ulanen.
- 18. April – 20. Dezember 2009: „Die Garnison in der Fotografie“
- 7. September 2008 bis 28. Januar 2009: „Die Garnison in Zinn“
- 4. Juli 2007 bis 27. Juli 2008: „Zwischen Kunst und Kitsch – Erinnerungskultur der Soldaten“
- 2. bis 28. Februar 2007: „Einsatz in Afghanistan – Mit der Kamera auf Patrouille“
- 22. September 2006 bis 30. April 2007: „Vor 50 Jahren – Die Bundeswehr kommt nach Ludwigsburg“
- 8. März bis 31. August 2006: „Verdient – Erdient – Orden im Königreich Württemberg“
- September 2005 bis Februar 2006: „5.000 Mann und 2.500 Pferde – Die Militärverwaltung des XIII (Württ.) Armeekorps“
- 27. April bis 30. Juli 2005: „Besiegt – Besetzt – Befreit – Das Kriegsende 1945 in Ludwigsburg“
- September 2004 bis März 2005: „Beiderseits der Stuttgarter Straße – Die Kopfbedeckungen der Truppen der Garnison Ludwigsburg“

## Veranstaltungen
- 1. Juli 2018: Kasernenspaziergang westlich der Stuttgarter Straße. Treffpunkt Residenzschloss, Brunnen.
- 8. Juli 2018: Kasernenspaziergang ostwärts der Stuttgarter Straße. Treffpunkt Friedenskirche.